# Georg Reimann
Georg Reimann, född 1570 i Leobschütz, död 10 juni 1615 i Königsberg, var en tysk psalmförfattare. 

## Biografi
Reimann var professor i Königsberg. Han finns representerad i Den svenska psalmboken 1986 med originaltexterna till ett verk som är underlag för två psalmer (nr 167 och 483)

## Psalmer
- Gud låter sina trogna här är en översättning av den tyska psalmen Aus Lieb lässt Gott der Christenheit (1695 nr 195, 1986 nr 167) och dess omgjorda version:
Guds änglar är hans sändebud (1986 nr 483) omarbetad av Olov Hartman
- Gud vare tack och ära (1695 nr 196, 1937 nr 143)